# 9611 Anouck
9611 Anouck è un asteroide della fascia principale. Scoperto nel 1992, presenta un'orbita caratterizzata da un semiasse maggiore pari a 3,1854514 UA e da un'eccentricità di 0,0877269, inclinata di 5,11703° rispetto all'eclittica.